# Chadwell O’Connor

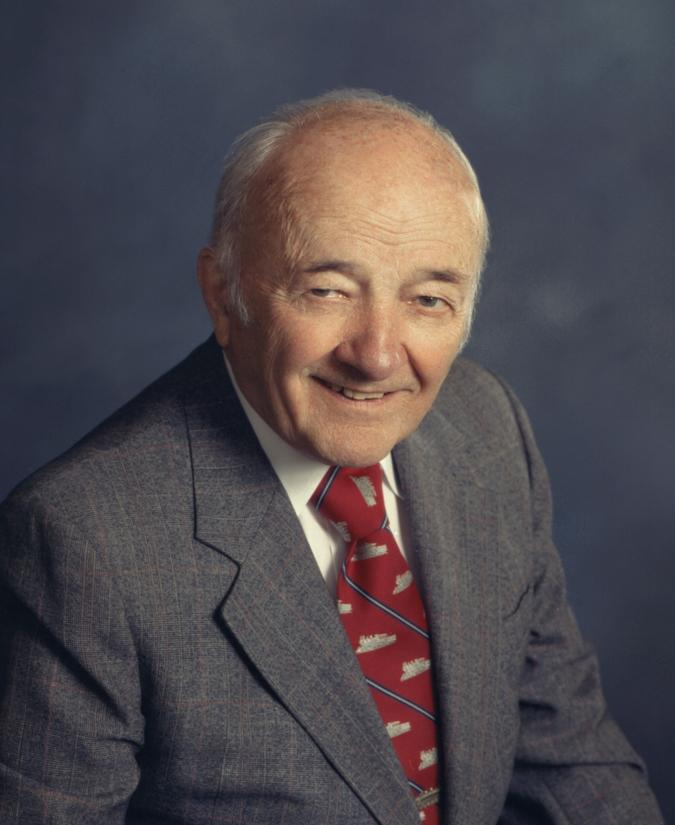
Chadwell O’Connor

Chadwell „Chad“ O’Connor (* 9. Oktober 1914 in Boston, Massachusetts; † 5. September 2007 in Orange County, Kalifornien) war ein amerikanischer Ingenieur, Unternehmer und Erfinder.

## Leben
Chadwell O’Connor wuchs in gutsituierten Verhältnissen in Boston auf. Er studierte am Stevens Institute of Technology und erwarb einen Abschluss in Maschinenbau. Kurz danach brach der Zweite Weltkrieg aus und er wurde bei der Douglas Aircraft Company eingesetzt, wo er für die Flugzeugproduktion und -reparatur verantwortlich war. Nach dem Krieg kam er als Chefingenieur zu Pasadena Power and Light. Obwohl er 1949 mit OConnor Engineering sein eigenes Unternehmen gründete, blieb er weiterhin bei Pasadena Power and Light beschäftigt. Mittlerweile war sein Unternehmen so erfolgreich geworden, dass er diese Arbeitsstelle im Jahr 1969 aufgab und sich ganz auf seine Entwicklungen und Erfindungen konzentrierte.
Chad O’Connor war von 1964 bis zu ihrem Tod mit Regina Agnes O’Connor (1920–2000, geborene Nescot) verheiratet und starb selbst am 5. September 2007 in Orange County, Kalifornien, im Alter von 92 Jahren.

## Auszeichnungen
Für die Konzeption und Konstruktion eines flüssigkeitsgedämpften Kamerastativkopfes („For the concept and engineering of a fluid-damped camera-head for motion-picture photography.“) wurde er 1976 mit einem Oscar in der Kategorie Wissenschaft und Entwicklung ausgezeichnet, 1993 erhielt er einen Academy Award of Merit.